# 1987

## Події
- 7 серпня — Лінн Кокс (Lynne Cox) за 2 години та 6 хвилин переплила через Берингову протоку
- Вийшла друком 11-та редакція американського підручника з внутрішніх хвороб «Основи внутрішньої медицини» за ред. Т. Гарісона.
- 8 березня — «Burda Fashion[en]» почав видаватися у СРСР, ставши першим європейським журналом, допущеним до друку.

### Аварії й катастрофи
- 6 березня — біля узбережжя Бельгії затонув трейлерний пором «Гералд оф Фрі Ентерпрайз[en]» (Herald of Free Enterprise), загинуло 188 людей.

## Народились
Див. також: Категорія:Народились 1987
- 9 січня — Олена Підгрушна, українська біатлоністка, чемпіонка Олімпійських ігор у Сочі.
- 17 січня — Олександр Усик, український боксер, олімпійський чемпіон.
- 20 січня — Еван Пітерс, американський актор.
- 26 січня — Неля Шовкопляс, українська телеведуча.
- 1 лютого — Ірина Федишин, українська співачка.
- 2 лютого — Жерард Піке, іспанський футболіст.
- 9 лютого — Майкл Б. Джордан, американський актор
- 14 лютого — Едінсон Кавані, уругвайський футболіст
- 20 лютого — Майлз Теллер, американський актор і музикант.
- 27 лютого — Валерій Андрійцев, український борець вільного стилю, срібний призер Олімпійських ігор.
- 21 березня — Андрій Бєдняков, український телеведучий та актор.
- 4 квітня — Жуніор Мораес, український футболіст бразильського походження.
- 9 квітня — Джессі Маккартні, американський співак і актор.
- 10 квітня — Олександр Рибка, український футболіст.
- 15 квітня — Олександр Гвоздик, український професійний боксер у напівважкій вазі. Бронзовий призер Олімпійських ігор (2012).
- 19 квітня — Марія Шарапова, російська тенісистка-професіонал, свого часу перша ракетка світу.
- 21 квітня — Анастасія Приходько, українська поп-співачка, громадський діяч.
- 4 травня — Настя Каменських, українська співачка.
- 9 травня — Володимир Шумко, український актор, телеведучий, сценарист.
- 13 травня — Кендіс Кінг, американська акторка, співачка, авторка пісень і активіст ЛГБТ-руху.
- 21 травня — Санта Дімопулос, українська співачка, колишня солістка гурту «ВІА Гра». Чемпіонка світу з бодібілдингу та фітнесу.
- 26 травня — Дмитро Черкасов, український та турецький плавець, герой програми «Холостяк».
- 30 травня — Артем Прима, український біатлоніст.
- 7 червня — Гурняк Віктор, український фотокореспондент, боєць 24-го батальйону територіальної оборони «Айдар», пластун. Герой України.
- 10 червня — Олександр Стоянов, український артист балету, прем'єр Національної опери України.
- 16 червня — Денис Олійник, український футболіст.
- 18 червня — Севгіль Мусаєва, українська журналістка, головна редакторка онлайн-видання «Українська правда».
- 21 червня — Тарас Тополя, український співак, фронтмен гурту «Антитіла», волонтер.
- 24 червня 
  - Ліонель Мессі, гравець збірної Аргентини з футболу.
  - Андрій Іллєнко, український політичний діяч, народний депутат України VII та VIII скликань.
- 2 липня — Ігор Кузьменко, український танцюрист.
- 3 липня — Феттель Себастьян, німецький автогонщик, пілот Формули-1.
- 9 липня — Володимир Парасюк, народний депутат України 8-го скликання.
- 12 липня — Катерина Кузнецова, українська акторка театру і кіно, телеведуча.
- 16 липня — Вілл Актон, канадський та німецький хокеїст.
- 28 липня — Євген Хачеріді, український футболіст.
- 6 серпня — Катерина Тарасенко, українська веслувальниця, олімпійська чемпіонка.
- 10 серпня — Артем Далакян, український боксер вірменського походження.
- 23 серпня — Олексій Яровенко, білоруський актор театру і кіно.
- 24 серпня — Олександр Гладкий, український футболіст.
- 25 серпня — Блейк Лайвлі, американська акторка.
- 22 вересня — Томас Фелтон, британський актор.
- 17 жовтня 
  - Віталій Вернидуб, український футболіст, захисник збірної України та луганської «Зорі».
  - Степан Рябченко, український художник.
- 18 жовтня — Зак Ефрон, американський актор та співак.
- 19 жовтня — Леся Нікітюк, українська телеведуча.
- 21 жовтня — Георгій Зантарая, український дзюдоїст. Перший чемпіон світу з дзюдо в історії України.
- 15 листопада — Кеван Міллер, американський хокеїст.
- 28 листопада — Карен Гіллан, шотландська акторка та колишня модель
- 21 грудня — Олена Шоптенко, українська танцівниця, чемпіонка світу з латиноамериканських танців.
- 25 грудня 
  - Іван Ганзера, український співак, переможець шоу Голос країни.
  - Тетяна Песик, українська акторка, комік.

## Померли
Див. також: Категорія:Померли 1987, Список померлих 1987 року
- 3 січня — Костянтин Арсенович Симеонов, радянський диригент
- 15 лютого — Некрасов Андрій Сергійович, радянський моряк і письменник. Автор «Пригод капітана Врунгеля».
- 1 вересня — Герхард Фізелер (*1896), німецький льотчик-ас Першої світової війни, інженер, авіаційний конструктор та підприємець, один з засновників вищого пілотажу
- 21 вересня — Джако Пасторіус, джазовий бас-гітарист

## Нобелівська премія
- з фізики: Георг Беднорц та Александр Мюллер — «За важливий прорив у фізиці, що виразився у відкритті надпровідності в керамічних матеріалах»
- з хімії: Дональд Джеймс Крам, Жан Марі Льон та Чарлз Педерсен — «За розробку і застосування молекул із структурно-специфічними взаємодіями високої вибірковості»
- з медицини та фізіології: Судзумі Тонегава — «За відкриття генетичного принципу генерації різновиду антитіл»
- з економіки: Роберт Солоу — «За внесок до теорії економічного зростання»
- з літератури: Бродський Йосип Олександрович
- Нобелівська премія миру: Оскар Аріас — «Як ініціатор мирних переговорів в Центральній Америці»

## Державна Премія УРСР імені Тараса Шевченка
- Дмитренко Олексій Максимович (*30 березня 1940, Решетилівка).